# Offord Cluny
Offord Cluny – wieś w Anglii, w Cambridgeshire, w dystrykcie Huntingdonshire. W 2001 civil parish liczyła 502 mieszkańców.